# Пилава-Гурна
Пилава-Гурна (пол. Piława Górna, нем. Oberpeilau)  —  город  в Польше, входит в Нижнесилезское воеводство,  Дзержонювский повят.  Имеет статус городской гмины. Занимает площадь 20,31 км². Население 6811 человек (на 2004 год).